# Osman Digna
Osman Digna (1836, Suakin, Sudán-1926, Wadi Halfa, Sudán) fue un líder tribal de Sudán, que combatió a los británicos y egipcios a partir de la década de 1880. 

## Biografía
Su padre fue un mercader de ascendencia kurda y su madre un miembro de la poderosa tribu local de los hadendowa. Osman —al igual que su padre— se dedicaba al comercio de esclavos en Suakin, sin ninguna figuración política. 
A partir de 1877 el gobierno egipcio (Sudán era colonia anglo-egipcia) comenzó a tomar drásticas medidas para acabar con el comercio de esclavos en Sudán. Esta situación llevó a Osman a liderar una rebelión armada que estalló con todas sus fuerzas a partir de 1883 y que fue conocida como la revuelta Mahdist. Durante 15 años, las tropas británicas y egipcias intentaron infructuosamente derrotarle, hasta que en la batalla de Omdurman, la revuelta fue sofocada. Osman fue capturado en 1902.
- Datos: Q1168043
- Multimedia: Osman Digna / Q1168043